# Spellbinder: Land of the Dragon Lord
Spellbinder: Land of the Dragon Lord (del polaco: Dwa światy) Dos mundos) es una serie de televisión australiana de ciencia ficción, estrenada en 1997 y coproducción de Film Australia, Telewizja Polska, y China, en asociación con la Fundación de Televisión de los niños australianos.
La serie contó con 26 episodios y fue una coproducción entre Australia, Polonia y China. Esta serie es la continuación de Spellbinder (1995), también con 26 episodios, la cual fue una coproducción entre Australia y Polonia. 

## Sinopsis
Cuando Kathy decide explorar un extraño bote que ha descubierto cerca de un lago, ella es transportada accidentalmente de su hogar en Australia hacia un universo paralelo. El nuevo mundo al que llega está habitado por personas de piel amarilla, quienes poseen tecnología avanzada, tales como una computadora parlante a la que llaman "Oráculo", la cual gobierna el imperio.
Kathy intenta evadir la mayor parte del tiempo a la gente peligrosa, regresar a su mundo, y reencontrarse con su familia. Su mayor enemiga es Ashka, una mujer vengativa y manipuladora, quien ha escapado de la prisión de su mundo (en donde se encontraba presa por sus crímenes en la primera temporada) buscando su propio beneficio.
La serie también describe el viaje de Sun hacia el mundo de Kathy, en donde ya no se encuentra protegida por su imperio, y la gente no respeta su autoridad. 
- Datos: Q1442265